# Carlota Amàlia de Hessen-Philippsthal
Carlota Amàlia de Hessen-Philippsthal (en alemany Charlotte Amalie von Hessen-Philippsthal) va néixer a Philippsthal (Alemanya) l'11 d'agost de 1730 i va morir a Meiningen el 7 de setembre de 1801. Era filla de Carles I de Hessen-Philippsthal i de Caterina Cristina de Saxònia-Eisenach (1699-1743).
El 1763, en morir el seu marit que tenia 43 anys més que ella, va exercir la regència del ducat de Saxònia-Meiningen. I es va trobar amb un país arruïnat financera i econòmicament. Va afrontar les reformes necessàries amb racionalitat i amb mesures d'austeritat, cosa que va permetre la reconstrucció econòmica, a part de dedicar-se també a la promoció de la vida espiritual. El seu regnat va representar l'avanç de l'absolutisme il·lustrat a Saxònia-Meiningen
Atès que els seus dos fills tenien el mateix dret a governar conjuntament el ducat, no va cedir plenament els poders fins a l'any 1782 quan el fill petit Jordi va ssolir la majoria d'edat. Per tant, des del 1775 havia governat conjuntament amb el seu fill gran, Carles.

## Matrimoni i fills
El 26 de setembre de 1750 es va casar a Homburg amb Antoni Ulric de Saxònia-Meiningen (1687-1763), fill del duc Bernat I (1649-1706) i de la seva segona dona Elisabet Elionor de Brünsvic-Wolfenbüttel (1658-1729). El matrimoni va tenir vuit fills: 
- Carlota (1751-1827), casada amb Ernest II de Saxònia-Gotha-Altenburg (1745-1804)
- Lluïsa (1752-1805), casada amb Adolf de Hessen-Philippsthal-Barchfeld, mort el 1803.
- Elisabet (1753-1754)
- Carles, (1754-1782), casat amb Lluïsa de Stolberg (1764-1834).
- Frederic Francesc (1756-1761)
- Frederic Guillem (1757-1758)
- Jordi (1761-1803)
- Amàlia (1762-1798), casada amb Enric de Carolath, mort el 1817.